# МИРЭА — Российский технологический университет
МИРЭА — Российский технологический университет (РТУ МИРЭА) — российское высшее учебное заведение в Москве, образованное в 2015 году в результате объединения МИРЭА, МГУПИ, МИТХТ имени М. В. Ломоносова и ряда образовательных, научных, конструкторских и производственных организаций. 
В университете ведётся подготовка по образовательным программам в сферах IT, компьютерной безопасности, электроники, радиотехники, робототехники, химии, биотехнологий и др., а также предоставляется возможность получения дополнительного образования. 

Логотип университета

## История

#### Всесоюзный заочный энергетический институт (1947—1967)
28 мая 1947 года Заочный институт усовершенствования инженерно-технических работников Министерства электростанций СССР был преобразован во Всесоюзный заочный энергетический институт подготовки и усовершенствования инженеров (ВЗЭИ). Новообразованный вуз был передан в ведение Министерства высшего и среднего специального образования СССР. Вскоре он был определён как головной вуз системы заочного образования по энергетическим и радиотехническим специальностям. Кроме того, состоялось открытие филиалов в шести регионах СССР: в Ленинграде, Киеве, Баку, Ташкенте, Свердловске (ныне — Екатеринбург) и Новосибирске. Первый набор состоялся 1 сентября 1947 года. Институт готовил инженеров для оборонной промышленности и новых отраслей энергетики. Его филиалы и учебно-консультационные пункты позднее стали базой для создаваемых технических вузов в Омске, Кемерово, Кирове и ряде других городов. В дальнейшем стал функционировать ряд новых факультетов, стала реализовываться вечерняя форма обучения. В первые двадцать лет своего существования вуз обзавёлся прочной инфраструктурой, преподавательским составом, материально-технической базой, подготовив для нужд различных отраслей народного хозяйства 7 тысяч инженеров.

#### Преобразование в МИРЭА (1967)
Постановлением Совета Министров СССР от 30 июня 1967 года Всесоюзный заочный энергетический институт (ВЗЭИ) преобразован в Московский институт радиотехники, электроники и автоматики (МИРЭА) в целях подготовки высококвалифицированных инженерных кадров для наукоемких отраслей электронной и радиопромышленности, машиностроения и приборостроения, средств автоматизации и систем управления. Ректором МИРЭА был назначен Николай Николаевич Евтихиев. Изначально институт базировался в одном из корпусов Московского энергетического института, по адресу улица Красноказарменная, 14. В 1968 году под учебный корпус было переоборудовано здание на Наличной улице, д. 5, общей площадью 2130 м². Постепенно учебные площади расширялись. В 1969 году построено здание на 5-й улице Соколиной Горы, 20. Одновременно было развёрнуто строительство современного учебно-научного комплекса общей площадью 100 000 м². на Юго-Западе Москвы, на Боровском шоссе, завершившееся в 1980-е годы. Учебные площади МИРЭА разместились в шести корпусах. В общей сложности за период с 1967 по 1992 годы выпуск специалистов составил 44 897 чел.

#### Получение статуса технического университета (1993)
В соответствии с Постановлением Совета Министров — Правительства Российской Федерации от 16 июня 1993 года и приказом Государственного комитета Российской Федерации по высшему образованию от 22 ноября 1993 года Московский институт радиотехники, электроники и автоматики получает статус технического университета, что свидетельствует об общероссийском и международном признании высокого уровня подготовки кадров для наукоемких отраслей промышленности с учётом кардинальных изменений в стране.
В 1994 году МИРЭА прошёл государственное лицензирование и аккредитацию как университет.
В 1998 году конференцией педагогических, научных и других категорий работников и обучающихся в МИРЭА ректором МИРЭА избран декан факультета электроники, доктор физико-математических наук, профессор Александр Сергеевич Сигов. В 2003 году А. С. Сигов вновь был избран ректором университета сроком на 5 лет. В 2008 году состоялось очередное переизбрание на пятилетний срок. В июне 2013 года новым ректором института стал доктор технических наук, профессор Станислав Алексеевич Кудж, А. С. Сигов остался на должности президента университета.

#### Образование РТУ МИРЭА
В 2018 году Министерство образования и науки Российской Федерации приняло решение о создании нового федерального учреждения «МИРЭА — Российского технологического университета», в состав которого вошли:
- Московский государственный технический университет радиотехники, электроники и автоматики (МГТУ МИРЭА);
- Московский государственный университет приборостроения и информатики (МГУПИ);
- Московский государственный университет тонких химических технологий имени М. В. Ломоносова (МИТХТ им. М. В. Ломоносова);
- Российский научно-исследовательский институт информационных технологий и систем автоматизированного проектирования (ФГБУ РосНИИ ИТиАП);
- Всероссийский научно-исследовательский институт технической эстетики (ВНИИТЭ);
- Институт профессионального администрирования и комплексной энергоэффективности (ИПК Минобрнауки России);
- Институт современных образовательных технологий и проектов (ИСОТП).

В 2025 году  президент РФ Владимир Путин наградил орденом Почёта коллектив РТУ МИРЭА за большой вклад в подготовку высококвалифицированных специалистов.

## Деятельность
РТУ МИРЭА — один из крупнейших российских университетов, осуществляющий подготовку по 112 направлениям и специальностям (бакалавриат, специалитет, магистратура, аспирантура). Имеет развитую сеть научно-исследовательских центров, научных лабораторий и студенческих конструкторских бюро.
С 2021 года РТУ МИРЭА является участником программы стратегического академического лидерства «Программы Приоритет 2030». Цель программы — стать лидером в создании нового научного знания, технологий и разработок для внедрения в российскую экономику и социальную сферу.
Также в РТУ МИРЭА есть ВУЦ (военный учебный центр), в котором готовят офицеров запаса, сержантов запаса и солдат запаса.
На базе РТУ МИРЭА с августа 2019 года функционирует детский технопарк «Альтаир», в разработке программ которого принимали участие индустриальные партнёры — ООО «Яндекс», ВКонтакте, Ростелеком Солар, Samsung Electronics, Oracle, Росэлектроника, Генериум и другие. Здесь в специально оснащенных лабораториях старшеклассники обучаются по трем направлениям: «Информационные технологии», «Химические и биомедицинские технологии» и «Радиоэлектроника». В «Альтаире» школьники могут принять участие в программах профориентации, ознакомиться с работой высокотехнологичного оборудования и освоить программы дополнительного образования, разработанные сотрудниками университета совместно с индустриальными партнёрами детского технопарка. Технопарк отмечен специальной премией «Цифровой волонтер» национальной премии «Цифровые вершины 2020», а в марте 2021 года включен в перечень федеральных инновационных площадок.
На базе РТУ МИРЭА реализуются программы подготовки кадров для предприятий. Университет сотрудничает с ГК «Астра», Ростехом, Роскосмосом, Росатомом, Samsung, Яндексом, Объединённой приборостроительной корпорацией, Алмаз-Антеем, Авиационным комплексом имени С. В. Ильюшина, Huawei, Национальным исследовательским центром «Курчатовский институт», Национальным исследовательским центром эпидемиологии и микробиологии имени Н. Ф. Гамалеи, ВКонтакте, Генериумом, Ростелекомом, Росэлектроникой, Dow Chemical.  
Профессорско-преподавательский коллектив РТУ МИРЭА включает 7 академиков и членов-корреспондентов Российской академии наук, а также 6 членов других, в том числе международных, академий и научных обществ. Ученые степени и ученые звания имеют 62 % преподавателей вуза. На базовых кафедрах студентам, начиная с 3 курса, преподают практикующие конструкторы, главные инженеры и гендиректора предприятий. В РТУ МИРЭА преподают доктор технических наук, профессор кафедры наноэлектроники Института перспективных технологий и индустриального программирования, советник ректората РТУ МИРЭА, лауреат премии Совета Министров СССР и дважды лауреат премии Правительства РФ в области науки и техники Владимир Кондратенко, получившая мировую известность российский изобретатель, профессор кафедры наноэлектроники Елена Мишина, заместитель директора по научной работе в Национальном Исследовательском Центре эпидемиологии и микробиологии имени Н. Ф. Гамалеи, профессор кафедры иммунологической химии Денис Логунов.
В марте 2024 года при поддержке Ростеха на базе РТУ МИРЭА организована передовая инженерная школа СВЧ-электроники. в рамках федерального проекта «Передовые инженерные школы» при поддержке Госкорпорации Ростех. Проект направлен на формирование национального центра компетенций, занимающегося подготовкой инженерных кадров новой формации, а также проведением научных исследований для достижения технологического суверенитета Российской Федерации в области радиотехники и электроники. Подготовка будущих инженеров в ПИШ СВЧ-электроники ведётся с участием профильных индустриальных партнёров из радиоэлектронной отрасли. 

## Международное сотрудничество
В университете реализуются программы академических обменов и двойного диплома с Миланским политехническим университетом (Италия), Северокитайским технологическим университетом (Китай), Национальным университетом Ян Мин Цзяо (Тайвань), Университетом Сайтама (Япония). РТУ МИРЭА выполняет функции Координационного бюро ежегодных российско-японских молодёжных обменов.
В марте 2021 года РТУ МИРЭА и БГУИР (Белорусский государственный университет информатики и радиоэлектроники) подписали дорожную карту развития сотрудничества в сфере образования и академической мобильности, научно-технической деятельности. В рамках дорожной карты реализуются совместные образовательные программы подготовки бакалавров, специалистов и магистров, а также выполнение совместных НИОКР по заказам предприятий реального сектора экономики обеих стран.
В июне 2022 года было подписано соглашение с Чжанцзякоуским профессионально-техническим институтом (Китай) о совместном проекте в сфере высшего профессионального образования по программе «Мехатроника и робототехника».
Также активно развивается взаимодействие с ведущими университетами Индии: с целью реализации программ международной академической мобильности обучающихся и профессорско-преподавательского состава были подписаны меморандумы о взаимопонимании с Чандигархским университетом в июле 2022 года и Карпагамской академией высшего образования в феврале 2023 года. 
Немаловажным направлением стратегии развития международного сотрудничества остается установление партнёрских отношений с образовательными организациями из стран Латинской Америки. Так, в феврале 2023 года с рабочим визитом РТУ МИРЭА посетила официальная делегация из Венесуэлы, по итогам которой был подписан меморандум. В 2022 году Университет запустил дополнительную профессиональную программу повышения квалификации «Методические приемы и технологии обучения русскому языку за рубежом», в рамках которой прошли обучение почти 100 учителей и преподавателей русского языка как иностранного, литературы, истории, культурологии из Италии, Казахстана, Киргизии, Монголии, Таджикистана и Узбекистана.

## Репутация и рейтинги
- в 2022 году занял 25-е место в рейтинге 100 лучших российских вузов по версии Forbes[12];
- в 2024 году занял 38-41-е место в российском Национальном рейтинге вузов[13];
- в рейтинге лучших вузов мира THE WUR-2024 (2671 университет из 108 стран) среди 108 российских университетов, вошедших в рейтинг, МИРЭА занимает 47 место[14];
- с 2018 года является одним из вузов-лидеров по положительным отзывам студентов, согласно данным проекта «Табитуриент» (20 место из 415 в 2024 году)[15];
- В 2024 году команда РТУ МИРЭА стала победителем чемпионата Москвы по компьютерному спорту в дисциплине «тактический трехмерный бой»[16];
- занимает 18-19 место в рейтинге 2023 года предпринимательских университетов и бизнес-школ[17]
- по результатам исследования Национального исследовательского университета «Высшая школа экономики» в рейтинге по числу зачисленных на бюджетные места студентов в 2023 году РТУ МИРЭА занял 31 место[18];
- университет занимает 12-е место в рейтинге вузов России по уровню зарплат занятых в IT-отрасли молодых специалистов, окончивших вуз в 2018—2023 годах. МИРЭА — Российский технологический университет — 170 000 рублей[19];
- рейтинг лучших университетов мира Times Higher Education World University The Times Higher Education World University Rankings 2024 год 1501+, в том числе среди российских университетов 47/108[20]
- Engineering & Technology 1001+ в том числе среди российских университетов 38/60[21],
- Physical sciences 1001+ в том числе среди российских университетов 35/57[22],
- University Impact Rankings 2024 1501+, в том числе среди российских университетов 67/69[23],
- Interdisciplinary Science Rankings 2025 501—600, в том числе среди российских университетов 15/38[24]
- Computer science 801+ в том числе среди российских университетов 26/27[25]
- QS World University Rankings 2024 год 1401+ в том числе среди российских университетов 47/48[26]
- RAEX (РАЭКС-Аналитика) Рейтинг «100 лучших вузов России» (RAEX) 2024 год, 50-е место[27]
- рейтинг влиятельности вузов России (RAEX) 2024 год, 30-е место[28]
- предметные рейтинги RAEX в рамках экосистемы «Три миссии университета» 2024 год[29]:

— химия, 17 место;
— биотехнологии и биоинженерия, 13 место;
— химические технологии, 9 место;
— электроника, радиотехника и системы связи, 14 место;
- высшие учебные заведения РФ, индекс цитирования в РИНЦ 89/753[34];
- Webometrics (среди ВУЗов РФ) 182/997[35];
- национальный интегрированный рейтинг 2025 год, ТОП-30, 27/708[36];
- M-RATE — Рейтинг медийной активности вузов России:

— Сводный рейтинг, 1 из 238;
— СМИ, 11 из 238;
— Социальные сети, 1 из 238;
— Сайт, 1 из 238;
С 2013 года должность ректора РТУ МИРЭА занимает Станислав Кудж, доктор технических наук, действительный член Академии военных наук, член научного совета при Совете Безопасности РФ.

## Структура университета (институты и другие подразделения)
В структуру РТУ МИРЭА входят следующие учебно-научные подразделения:
| - Институт перспективных технологий и индустриального программирования; - Институт информационных технологий; - Институт искусственного интеллекта; - Институт кибербезопасности и цифровых технологий; - Институт радиоэлектроники и информатики; - Институт тонких химических технологий им. М. В. Ломоносова; - Институт технологий управления; - Передовая инженерная школа; | - Колледж программирования и кибербезопасности; - Институт молодёжной политики и международных отношений; - Институт международного образования; - Институт дополнительного образования; - Институт довузовской подготовки; - Кафедра физического воспитания; - Кафедра иностранных языков; - Аспирантура; - Военно-учебный центр; - Учебный центр подготовки водителей; - Центр дистанционного обучения. |

Также РТУ МИРЭА имеет два филиала: в Ставрополе и во Фрязино Московской области.

### Филиал РТУ МИРЭА во Фрязино
Филиал РТУ МИРЭА в городе Фрязино основан в 1962 году, и является ведущим научным и образовательным центром наукограда Фрязино и всего северо-восточного региона Подмосковья. Филиал расположен на территории предприятия АО «НПП „Исток“ им. А. И. Шокина».
В состав филиала МИРЭА во Фрязино входят четыре кафедры:
- Базовая кафедра радиоэлектронных систем локации, навигации и связи.
- Базовая кафедра № 143 — конструирования СВЧ и цифровых радиоэлектронных средств.
- Базовая кафедра № 137 — электроники и микроэлектроники.
- Кафедра общенаучных дисциплин.

### Филиал РТУ МИРЭА в Ставрополе
18 декабря 1996 года был создан филиал Московской государственной академии приборостроения и информатики в Ставрополе. В 2015 году филиал в составе МГУПИ присоединен к  МИРЭА.
В состав филиала входят два факультета:
- Технологический факультет.
- Факультет регионального развития.

## Образовательная деятельность
Университет реализует более 250 учебных программ по 100 специальностям (бакалавриат, магистратура, аспирантура), одновременное количество обучающихся по всем программам, включая очно-заочное и заочное обучение, превышает 80 тыс. учащихся, обучение осуществляется по всем уровням высшего образования: бакалавриат, специалитет, магистратура и аспирантура. 
В 2023 году университет занял 11 место в Рейтинге крупнейших университетов России, да данным Мониторинга Министерства науки и высшего образования РФ в РТУ МИРЭА в 2023 году обучались  27 838 человек, из них 1 055 иностранных студентов. 
В отношении обучения принята и действует Политика в области качества обучения.

## Научная деятельность
В РТУ МИРЭА работают более 50 базовых кафедр при научно-исследовательских институтах РАН, конструкторских бюро и на высокотехнологичных предприятиях Москвы и Московской области. Среди них: ФГБУ «НИЦЭМ им. Н. Ф. Гамалеи», Национальный медицинский исследовательский центр детской гематологии, онкологии и иммунологии имени Дмитрия Рогачева, «Оптические системы и технологии» при АО «ЛЗОС» Госкорпорации «Ростех», «Информационно-управляющие вычислительные системы» и «Космическая радиоэлектроника» при АО «Корпорация „Комета“», «Системы радиоэлектронной борьбы» при АО «ЦНИРТИ им. aкадемика А. И. Берга», входящее в Концерн ВКО «Алмаз-Антей», «Математическое обеспечение информационных систем» при ФГУП ЦНИИ «Центр», «Лазерная техника» при АО «НИИ „Полюс“ им. М. Ф. Стельмаха», «Наилучшие доступные технологии и регуляторные практики» при ФГАУ «НИИ „ЦЭПП“».
В 2019 году, совместно с ФГБУ «НИЦЭМ им. Н. Ф. Гамалеи», в РТУ МИРЭА была организована базовая кафедра иммунологической химии, которой заведует Денис Юрьевич Логунов, заместитель директора по научной работе Центра имени Гамалеи, член-корреспондент РАН, доктор биологических наук. В 2020 году Д. Ю. Логунов возглавил группу разработчиков вакцины от коронавирусной инфекции «Спутник V».
В 2019 году проекту «Сорбционные 3D-сенсоры протечек воды, углеводородов, влажности среды» Юрия Сакуненко, Александра Рогова и группы соавторов из Физико-технологического института РТУ МИРЭА была вручена премия ВОИР как лучшему изобретению. В рамках международного сотрудничества ученые-физики из РТУ МИРЭА, Института общей физики имени А. М. Прохорова РАН (Москва) и Института электроники, микроэлектроники и нанотехнологий (Лилль, Франция) предложили новый способ управления поляризацией терагерцового излучения, более простой и эффективный.
В феврале 2020 года подписано соглашение о сотрудничестве между РТУ МИРЭА и Mail.ru Group. Совместные проекты вуза и компании со школьниками реализуются на базе детского технопарка «Альтаир», в период карантина — на платформе во «ВКонтакте». Студенты принимают участие в программе «Амбассадоры Mail.ru Group», а для помощи вузам и школам в организации дистанционного образования работает программа IT-волонтерства.
В октябре 2020 года РТУ МИРЭА объединились в научно-образовательный консорциум «Полимерные материалы для передовых технологий» с ЦНИТИ «Техномаш» холдинга «Росэлектроника» (Госкорпорация Ростех), ИНЭОС РАН и ИСПМ РАН. Запланировано проведение фундаментальных и прикладных научных исследований, реализация образовательных программ, развитие научно-образовательной инфраструктуры, запуск производства высокотехнологичной продукции, совместное участие в реализации нацпроекта «Наука».
В ноябре 2020 года состоялось торжественное открытие Центра киберспорта «Киберзона», торжественную церемонию открытия посетили глава Минобрнауки России Валерий Фальков и министр образования РБ Игорь Карпенко.
В декабре 2020 года при участии министра образования и науки Валерия Фалькова и главы Росстата Павла Малкова открыт Ситуационный центр Минобрнауки — полифункциональный организационно-технический комплекс для подготовки и поддержки принятия управленческих решений в сфере образования, науки, научно-технической и инновационной деятельности.
В марте 2020 года на базе Института тонких химических технологий имени М. В. Ломоносова открылась лаборатория открыли сверхсовременную лабораторию по разработке и тестированию иммунотерапевтических технологий ГЕНЕРИУМ для студентов и специалистов на базе РТУ МИРЭА.
19 марта 2020 года «Росэлектроника» и РТУ МИРЭА запустили программы профориентации школьников на базе детского технопарка.
18 мая 2021 года в МИРЭА — Российском технологическом университете при участии заместителя министра здравоохранения Российской Федерации Татьяны Семёновой открыт Научно-образовательный центр медицинской радиологи и дозиметрии.
26 мая 2021 года в Институте ИТ РТУ МИРЭА открылась лаборатория интернета вещей.
В 2022 году в рамках программы стратегического академического лидерства «Приоритет 2030» на базе РТУ МИРЭА создан консорциум «Аддитивные технологии в радиоэлектронике». Участниками консорциума также являются РХТУ им. Д. И. Менделеева, АО «ЦНИТИ „Техномаш“»), СПбГЭТУ «ЛЭТИ», ИОНХ РАН, ООО «Русатом-аддитивные технологии», АО «НПП „Исток“ им. А. И. Шокина», АО «Объединённая двигателестроительная корпорация», НТЦ УП РАН, ИСВЧПЭ РАН, ИМАШ РАН, ФГБОУ ВО «ТУСУР»), МТУСИ, РГАТУ имени П. А. Соловьева.
В феврале 2022 года в РТУ МИРЭА открылся Центр молодёжного техно-коворкинга.
17 февраля 2022 года РТУ МИРЭА запустил масштабную комплексную программу сотрудничества по подготовке специалистов для работы с отечественным ПО и оборудованием.
22 апреля 2022 года РТУ МИРЭА, АСКОН и ЭРЕМЕКС создают Центр коллективного проектирования радиоэлектронной аппаратуры.
27 июня 2022 года в РТУ МИРЭА запустили цифровую кафедру для обучения работе с отечественным ПО.
6 июля 2022 года Росатом заявляют о намерении готовит в Российском технологическом университете РТУ МИРЭА профильную кафедру «Информационные технологии в атомной отрасли».
11 июля 2022 года VK и РТУ МИРЭА открыли учебный курс по разработке компьютерных игр.
15 сентября 2022 года «Ростелеком» и РТУ МИРЭА открыли научно-образовательный Центр импортозамещения информационных технологий.
В декабре 2022 года Росатом, РТУ МИРЭА и детский технопарк «Альтаир» разработали образовательную программу для школьников и студентов.
14 декабря 2022 года «IT Академия Samsung» провела официальное открытие нового учебного трека, посвященного работе с большими данными (Big Data), на площадке первого партнёра по данному направлению — РТУ МИРЭА.
30 декабря 2022 года в РТУ МИРЭА открыли лабораторию «Умные лабораторные системы».
В декабре 2022 года на базе РТУ МИРЭА состоялось открытие трека Big Data в рамках программы Samsung Innovation Campus (IT Академия Samsung).
13 февраля 2023 РТУ МИРЭА и ГК «Астра» заявляют о совместной подготовке специалистов по фуллстек-разработке.
В октябре 2023 года РТУ МИРЭА и Госкорпорация «Росатом» заключили соглашение о внедрении в образовательный процесс и работу университета разработанной АО «Гринатом» платформы «Атом. РИТА» (Роботизированный Интеллектуальный Технологичный Ассистент), позволяющей организовать полный цикл программной роботизации бизнес-процессов, включая создание, отладку, поддержку и сопровождение программных роботов.
В ноябре 2023 года РТУ МИРЭА получил номинации «Вуз года» и «Преподаватель года» на VI ежегодном Межвузовском конкурсе «IT Академия Samsung».
В ноябре 2023 года РТУ МИРЭА стал участником программы «Лига вузов Газпром нефть» — объединения образовательных организаций, которые являются привилегированными партнёрами ПАО «Газпром нефть».
В ноябре 2023 года группа «Астра» и РТУ МИРЭА открыли совместную лабораторию «Астра-Центр» по изучению программных продуктов семейства Astra Linux.
В ноябре 2023 года РТУ МИРЭА и Яндекс начинают реализацию нового образовательного профиля «Безопасность программных решений».
В январе 2024 года МИРЭА — Российский технологический университет и фирма «1С» начали совместную подготовку специалистов по профилю «Прикладные ИТ-решения для бизнеса» в рамках направления 38.03.05 «Бизнес-информатика».
В январе 2024 года «Лаборатория Касперского» и РТУ МИРЭА подписали соглашение о применении кибериммунных технологий в области образования, науки и инноваций. Со стороны вуза координатором взаимодействия в данном направлении выступит директор Института информационных технологий РТУ МИРЭА Андрей Зуев.
В феврале 2024 года РТУ МИРЭА и Центр диагностики и телемедицины Департамента здравоохранения Москвы представили совместную программу подготовки бакалавров.

### Мегалаборатории
С 2015 года РТУ МИРЭА реализует программу по созданию мегалабораторий — универсальных научно-технических центров, совмещающих разработки нескольких кафедр или институтов и объединяющих образовательные, научные и производственные возможности. В их числе:
- Лаборатория захвата движения — позволяет с высокой точностью позиционирования выполнять запись перемещений и движений актёров, предметов и механизмов с последующим воссозданием их действий в цифровых моделях;
- Лаборатория иммерсивных технологий — создана для реализации возможностей погружения операторов в среды расширенной (виртуальной, дополненной и смешанной) реальности для обучения индивидуальным и/или групповым действиям в симулируемых окружающих условиях;
- Лаборатория разработки и трансфера микрофлюидных технологий (РИТМ) — мегалаборатория, работающая в составе Института тонких химических технологий имени М. В. Ломоносова для обучения магистров и аспирантов современным микрофлюидным технологиями;
- Межинститутский учебный центр «Индустрия 4.0: Цифровое роботизированное производство» — цифровое роботизированное производство", где происходит подготовка обучающихся к работе на современных цифровых роботизированных производствах, а также в области проектирования таких производств[86];
- Межкафедральная специализированная лаборатория «Интеллектуальные автономные и мультиагентные робототехнические системы» — у лаборатории на базе Института искусственного интеллекта студенты создают сложные алгоритмы управления, осуществляют их программное воплощение, верификацию и отладку с учётом особенностей бортового комплекса аппаратных и информационно-измерительных средств;
- Научно-образовательный центр по биосинтезу, выделению и очистке моноклональных антител (Generium) — открыта на кафедре биотехнологии и промышленной фармации Института тонких химических технологий имени М. В. Ломоносова создана для целевой подготовки высококвалифицированных кадров для предприятий биофармацевтической промышленности. Основные направления работы лаборатории:

Разработка и производство нового поколения иммунобиологических препаратов на основе моноклональных антител. Культивирование клеток млекопитающих и хроматографическая очистка рекомбинантных белков;
- Универсальная учебно-научная лаборатория технологий аналитики, моделирования, проектирования и цифрового прототипирования — студенты изучают различные аспекты и компоненты одного из самых перспективных направлений — создание «цифровых двойников» (digital twins), таких цифровых копий или прототипов физических объектов, процессов или целых предприятий, которые позволяют исследовать, прогнозировать и оптимизировать их параметры и характеристики;
- Учебно-научный центр каталитических и массообменных процессов — универсальные проточно-циркуляционные установки, снабжённые всем необходимым для испытаний и изучения катализаторов в широком диапазоне температур и давлений; современные аналитические приборы: газовые хроматографы, хромато-масс-спектрометры различного назначения; стенды для экспериментального изучения массообменных процессов (ректификации, жидкостной экстракции, абсорбции);
- Учебно-производственный центр «Инновационные технологии в микроэлектронике» — осуществляется разработка и отладка технологических процессов изготовления микроэлектронных изделий на печатных платах, создаются макетные и опытные образцы микроэлектронной аппаратуры, производятся светодиодные светильники для нужд университета;
- Учебная лаборатория «Мобильная робототехника» — предназначена для обучения студентов основам программирования мобильных роботов с использованием инструментов Robotic Operating System (ROS);
- «Радиоэлектронные технологии» — единый комплекс взаимосвязанных согласованных лабораторий, которые оснащены всем необходимым оборудованием для практико-ориентированного обучения и научной деятельности по современным, перспективным технологиям и технологиям будущего. Входят: лаборатория цифрового проектирования и моделирования радиоэлектронных средств, лаборатория сборки и монтажа радиоэлектронных средств, специализированная лаборатория технологических процессов производства радиоэлектронных средств, лаборатория настройки и регулировки радиоэлектронных средств, лаборатория 3D-прототипирования и контроля многослойных печатных плат, лаборатория трехмерных схем на пластиках и гибких носителях, лаборатория радиоволновых технологий, лаборатория разработки и эксплуатации радиоэлектронных средств, лаборатория радиоволновых процессов и модулей СВЧ , лаборатория сетевых технологий, лаборатория информационно-определяемых радиосистем, лаборатория электромагнитной совместимости;
- Ситуационный центр — многофункциональный организационно-технический комплекс подготовки и поддержки принятия управленческих решений в сфере образовательной, научной, научно-технической, инновационной деятельностей. Его работа включает сбор, обработку, концентрацию, анализ информации и использование технологий моделирования;
- Научно-образовательный центр медицинской радиологии и дозиметрии — Лаборатория виртуальной визуализации в лучевой терапии оснащена учебной системой VERT (Англия) для виртуальной визуализации лучевой терапии, которая позволяет: Создавать на экране подвижное 3D изображение аппарата лучевой терапии Varian или Elekta, имитирующего реальное расположение в процедурном помещении; имитировать движения ускорителя в различных режимах работы, в том числе по реальным планам (DICOM-RT Plan); управлять виртуальным ускорителем с помощью реального пульта; отображать на экране указатели, маркеры и другие средства визуализации по выбору инструктора или обучаемых; изучать работу дозиметрического оборудования;
- Лаборатория геоинформационных систем и технологий — разработка геоинформационных систем и комплексов на различных уровнях и платформах, разработка методов обработки пространственных данных;

Исследования в области обработки и анализа пространственных данных; изучение объектов реального мира и их взаимосвязей путём их геоинформационного моделирования; создание геоинформационных моделей, геоинформационных систем, геоприложений, геоинструментов и модулей приложений, связанных с оперированием пространственными данными; сервисов, основанных на пространственных данных; геопорталов;
- Учебно-научный центр космического мониторинга («КосМоЦентр») — В Космоцентре ведутся научные исследования и подготовка студентов, которые в дальнейшем станут специалистами в области радиотехнического мониторинга пространства. Для этого будущие выпускники учатся использовать данные дистанционного зондирования Земли из космоса, изучают состояние космических аппаратов в околоземном пространстве;
- Техноковоркинг — состоит из: «Лектория»; «Брифинг центра»; «Центра цифрового прототипирования»; трёх компьютерных классов. Все помещения Техноковоркинга оснащены современным мультимедийным оборудованием. Центр оснащен: FDM 3D-принтерами, фотополимерными 3D-принтерами, SDL 3D-принтером, 3D-сканером, фрезерным станком, лазерным резаком, автоматизированным станком для вышивки;
- Учебно-научный испытательный комплекс «Импортозамещение информационных технологий» — проектирование, макетирование и экспертиза прикладных решений для ИТ-инфраструктур и их компонентов; разработка программного обеспечения для отечественных операционных систем и компьютерного оборудования; внедрение и использование отечественных ИТ-продуктов и ИТ-решений, в частности платформы «Базис»;
- Учебно-научный центр «Умные производственные системы» — изготовление деталей машиностроения на современном технологическом металлообрабатывающем оборудовании по технологиям управления, соответствующим концепции «умного» производства, сборка машиностроительных изделий на автоматизированной производственной системе, соответствующей концепции «умного» производства, обеспечение мониторинга необходимого количества параметров технологических и производственных процессов, а также их предиктивный и текущий анализ в реальном масштабе времени, обеспечение визуализации всех необходимых процессов и параметров производственной системы с выводом информации на мониторы любых технических средств, дополнение реальной производственной системы цифровыми двойниками технологического оборудования и технологических систем для обеспечения моделирования различных производственных систем, обеспечение управления производством машиностроительных изделий посредством MES, PLM, SCADA, ERP и других систем.

9 декабря 2016 года в РТУ МИРЭА открылся первый в России и СНГ центр SAP Next-Gen Lab.
В рамках сотрудничества с Samsung Electronics в 2017 году открыты мегалаборатории Технологий мультимедиа и Информационных технологий интернета вещей; осуществляется образовательный проект «IT Академия Samsung», проводятся межвузовские конкурсы.
31 октября 2019 года РТУ МИРЭА создана лаборатория Big Data при участии интегратора «Инфосистемы джет».
В 2024 году РТУ МИРЭА удалось создать радиофармпрепарат на основе природного хлорина. По словам специалистов, его применение позволит вывести на новый уровень диагностику и лечение онкологических заболеваний.

## Здания РТУ МИРЭА
Учебный процесс проходит в 7 кампусах, оснащенных современным оборудованием с мультисервисной инфраструктурой и высокоскоростным Wi-Fi.
1. Основной кампус вуза расположен на проспекте Вернадского, 78 (станция метро «Юго-Западная»). Здание было построено по проекту архитектора В. Н. Опрышко[92].
2. Кампус на проспекте Вернадского, 86. Так называемый «новый» комплекс зданий ИТХТ имени М. В. Ломоносова, строительство которого длилось с 1980 до 2004 года. Архитекторы: И. Клешко, Н. Менчинская, В. Савицкий, А. Пестов, И. Буянов[93].
3. Кампус на улице Малая Пироговская, 1, строение 5. Историческое здание, где в 1908 году состоялось торжественное открытие Московских высших женских курсов, от которых ведет свою историю институт. Авторы архитектурного проекта здания — А. Эйхенвальд и А. Соколов. Сегодня является объектом культурного наследия города Москвы как часть «Ансамбля Московских высших женских курсов».
4. Кампус на улице Стромынка, 20. Одно из старейших зданий района Сокольники, объект культурного наследия федерального значения.
5. Кампус на 5-й улице Соколиной горы, 22. Первый собственный корпус МИРЭА, построенный в 1970 году.
6. Кампус на улице Усачева, 7/1. Здание Военного-учебного центра.
7. Кампус в 1-м Щипковском переулке, 23. Располагается структурное подразделение РТУ МИРЭА — Колледж программирования и кибербезопасности.

## Членство в международных организациях
Образовательные программы РТУ МИРЭА сертифицированы не только по российским, но и по международным стандартам. Вуз входит в:
- Ассоциацию технических университетов Европы — T.I.M.E. (Top Industrial Managers for Europe),
- Ассоциацию технических университетов России и Китая — ATYPK,
- Международную ассоциацию университетов,
- Европейскую ассоциацию менеджеров и администраторов в области научных исследований.
- Университетскую Лигу Организации Договора о коллективной безопасности (ОДКБ).

## Символика
В 2018 г. Геральдическим советом Российской Федерации утвержден герб РТУ МИРЭА (Свидетельство о регистрации официального символа или отличительного знака в Государственном геральдическом регистре Российской Федерации от 28.08.2018 № 359)